# Sympherobius bisignatus
Sympherobius bisignatus is een insect uit de familie van de bruine gaasvliegen (Hemerobiidae), die tot de orde netvleugeligen (Neuroptera) behoort. 
Sympherobius bisignatus is voor het eerst wetenschappelijk beschreven door Krüger in 1922.